# Кутузовка (Хабаровский край)
Куту́зовка — посёлок в районе имени Лазо Хабаровского края России. Входит в состав Бичевского сельского поселения.

## География
Посёлок Кутузовка стоит на правом берегу реки Хор, в её среднем течении.
Дорога к посёлку Кутузовка идёт на юго-восток от посёлка Переяславка через сёла Екатеринославка, Георгиевка, Петровичи, Полётное, Прудки, Кия, Бичевая и Третий Сплавной Участок.
Расстояние до административного центра сельского поселения села Бичевая около 8 км, расстояние до районного центра Переяславка около 78 км.

## Население
| 1913 | 2002 | 2010 | 2011 | 2012 | 2021 |
| ---- | ---- | ---- | ---- | ---- | ---- |
| 895  | ↘153 | ↘101 | →101 | →101 | ↘90  |

## Улицы
- ул. Зелёная,
- пер. Удачный,
- ул. Центральная.

## Инфраструктура
В посёлке находится «Центр реабилитации диких животных „Утёс“», работает детский летний лагерь.